# 마티아스 비트하우스
마티아스 비트하우스(독일어: Matthias Witthaus, 1982년 10월 11일~)는 독일의 전직 필드하키 선수로 포지션은 포워드이다. 그는 독일 필드하키 국가대표팀의 일원으로 활동했다. 
그는 국가대표 선수로서 올림픽에 4회 출전했고 2008년과 2012년 하계 올림픽에서 금메달을 획득했고 2004년 하계 올림픽에서 동메달을 획득했다.